# Ефект Рашби
Ефе́кт Ра́шби — зняття виродження за спіном у твердих тілах (зокрема, гетероструктурах) завдяки сильній спін-орбітальній взаємодії. Названий на честь Еммануїла Рашби, співробітника АН УРСР, першовідкривача ефекту.
У напівпровідниках у наближенні майже вільних електронів гамільтоніан спін-орбітальної взаємодії обернено пропорційний не власній енергії електрона {\displaystyle mc^{2}}, а ширині забороненої зони {\displaystyle E_{g}}. Оскільки співвідношення між {\displaystyle mc^{2}} і {\displaystyle E_{g}} складає величину порядку 106, спін-орбітальна взаємодія у твердих тілах проявляється суттєво сильніше. У гетероструктурах просторовий профіль зон і внутрішнє електричне поле асиметричні. Наслідком цього є розщеплення електронних станів для електронів зі спінами, які напрямлені вгору і вниз вздовж осі хвильових векторів, що й називають ефектом Рашби. Це корінним чином відрізняє зняття виродження за спіном у ефекті Рашби від зняття виродження зовнішнім магнітним полем, в якому підзони для електронів з протилежним напрямком спіна зміщуються вздовж осі енергії.
Спін-орбітальна взаємодія типу Рашби відіграє важливу роль у поясненні внутрішнього спінового ефекту Холла.